# TVJ
『TVJ』は、2005年に文藝春秋から刊行された五十嵐貴久の長編小説。

## 概要
正体不明の武装グループに占拠されたテレビ局を舞台に繰り広げられるサスペンスアクションで、テレビ局員の女性が武装グループに立ち向かう姿を描く。
本作は『リカ』でホラーサスペンス大賞を受賞してデビューする以前にサントリーミステリー大賞で優秀作品賞を受賞した著者の処女作でもある。その後『別冊文藝春秋』で推敲された上で247号（2003年9月号）から253号（2004年9月号）まで連載され、2005年1月に単行本化、2008年に文庫本化された。
タイトルはテレビジャックと舞台となるテレビジャパンのダブル・ミーニングとなっている。

## ストーリー
お台場に移転したテレビ局「テレビジャパン」の経理部の女性社員・高井由紀子は周りの友人達の結婚を見送りながら30歳目前の歳となり、長年交際してきた恋人の岡本圭との関係にも終止符が打たれると思われた矢先、岡本から結婚のプロポーズされた。
由紀子が勤める高層ビルのテレビジャパンでは移転記念を兼ねて72時間テレビの生放送が開始されていた。だが放送途中に正体不明のテロリストがテレビジャパンを占拠する大事件が発生する。テロリスト達に人質にされた由紀子だったが、あるアクシデントからビルから転落してしまう。警察がテロリストとの交渉に入る中、偶然にも命の危機を脱することが出来た由紀子は、人質になった岡本を救うため単身テロリスト達に立ち向かっていく。

## 登場人物
高井由紀子
29歳。テレビジャパン第一経理部の社員。岡本からのプロポーズに心を喜ばすが、岡本の両親に挨拶する日にテレビジャック事件に巻き込まれる。テロリストから逃れられた形となった後は、岡本を助けたい一心からくる行動力と咄嗟の機転でテロリスト達に立ち向かう。
少佐
テレビジャパンを占拠した武装グループの指揮官。180cmの身長で堀の深く浅黒い顔立ちの東洋系の男性。ある目的を果たすため、綿密に練られた周到な計画によりテレビジャックを成功し、警察をも翻弄させる。途中、自分達の正体を朝鮮人民軍偵察局特殊部隊だと語る。
岡本圭
37歳。由紀子の恋人でテレビジャパン編成部社員。ヒット番組を幾つかプロデュースし、将来を約束された若手のエリート。
大島猛
警視庁捜査一課特殊捜査班の警視正。160cm以下の身長の太った男。3年前にアメリカのFBIの研修で培ったノウハウを生かし、交渉人として非凡な能力を発揮する有能な刑事。だが捜査以外に関する能力は欠如している。
子比類巻
警視庁捜査一課特殊捜査班の警視で大島の部下。2年前に刑事部から異動し、変わり者の大島の下についている。熱血漢で血気盛んな性格。

## テレビジャパン
物語の舞台となるテレビ局。ゴールドタワーとプラチナタワーの高層ビルで構成されている「ニュー・ミレニアム・ビル」のゴールドタワーに社屋を構えている。
テレビジャパンはツインビルとなっており、イーストエリアとウエストエリアで構成されている。地下3階までが駐車場、25階建の　　2〜5階がスタジオ、6階が編成部、7階が出演者及びその関係者の控え室、8階から12階までが娯楽施設や健康施設を揃えており、13階〜19階及び21階〜24階に各部署の部屋となっている。全フロアにはダストシュートが設けられ、全てのゴミは地下3階の高性能焼却炉で処分される仕組みとなっている。
防災面においては、耐震構造は関東大震災に耐えられる設計になっており、各階には防火扉が設置、8階と9階・15階と16階・24階と25階の外壁にはプラチナタワーに逃げられるよう「ブリッジ」と呼ばれる非常通路用の橋が設けられている。
そして20階はブレインルームと呼ばれ、番組放送の管理の他、テレビジャパン全体の通信機器や光熱機を集中管理するブレインというコンピューターシステムが設置されている。尚、23階はもう一つのブレインルームを設置する予定があり、現在は空いた状態となっている。ブレインにより年間経費が30%削減される見込みがあるが、テロリストに掌握された際はその性能が仇となり、警察にとっては難攻不落の状態に陥ってしまう。